# Soleymān Kolā
Soleymān Kolā (persiska: سلیمان كلا) är en ort i Iran.   Den ligger i provinsen Mazandaran, i den norra delen av landet, 150 km nordost om huvudstaden Teheran. Antalet invånare är 305.
Terrängen runt Soleymān Kolā är platt, och sluttar norrut. Runt Soleymān Kolā är det tätbefolkat, med 790 invånare per kvadratkilometer. Närmaste större samhälle är Babol, 8,0 km väster om Soleymān Kolā. Trakten runt Soleymān Kolā består till största delen av jordbruksmark.